# Brasserie Cosse
Brasserie Cosse is een Belgische microbrouwerij te Grâce-Hollogne in de provincie Luik.

## Geschiedenis
De brouwerij werd opgestart in 2009 door Pierre Frippiat. Hij zou een afstammeling zijn van R. Cosse, de laatste eigenaar van Brasserie Questiaux te Winenne (gesloten in 1932), vandaar de naam van de brouwerij. De brouwinstallatie werd samengesteld uit tweedehands materiaal en opgebouwd in een oude garage. Het enige bier van de brouwerij La Belle Ardente verwijst naar Luik, la cité ardenté (de vurige stede).

## Bieren
- La Belle Ardente, oranjegeel, 7,5%